# Epígonos
En la mitología griega los epígonos (en griego antiguo Ἐπίγονοι Epígonoi, ‘nacidos después’) son los hijos de los héroes argivos que lucharon y murieron en la primera guerra tebana. Polinices y seis aliados (los siete contra Tebas) atacaron Tebas porque el hermano de este, Eteocles, rehusó cederle el trono, como había prometido. La segunda guerra tebana, también llamada guerra de los epígonos, sucedió diez años después, cuando estos, queriendo vengar la muerte de sus padres, atacaron Tebas.

## Lista comparada de los epígonos
| Apolodoro | Higino     | Pausanias |
| --------- | ---------- | --------- |
|           |            | Adrasto   |
| Alcmeón   | Alcmeón    | Alcmeón   |
| Anfíloco  |            | Anfíloco  |
|           | Biante     |           |
| Diomedes  | Diomedes   | Diomedes  |
| Egialeo   | Egialeo    | Egialeo   |
| Esténelo  | Esténelo   | Esténelo  |
| Euríalo   |            | Euríalo   |
|           | Polidoro   | Polidoro  |
| Prómaco   |            | Prómaco   |
| Tersandro | Tersandro  | Tersandro |
|           |            | Timeas    |
|           | Tlesímenes |           |

## La guerra
Tanto Apolodoro como Pausanias cuentan la historia de la guerra de los epígonos, si bien sus relatos difieren en varios aspectos. Según Apolodoro, el oráculo délfico había prometido la victoria si Alcmeón era elegido como líder, y por eso se le escogió. Egialeo murió a manos de Laodamante, hijo de Eteocles, pero Alcmeón mató a Laodamante. Los tebanos fueron derrotados y, por consejo del adivino Tiresias, huyeron de su ciudad. Sin embargo, Pausanias dice que Tersandro fue su líder, que Laodamante huyó de Tebas con el resto de los Tebanos, y que Tersandro se convirtió en rey de Tebas.

## Como tema poético
Los epígonos es el título de una antigua épica griega sobre este tema. Constituía una secuela de la Tebaida y por tanto se la incluye en el ciclo tebano. Algunos la consideraban no como un poema separado sino como la última parte de la Tebaida. Solo se conoce la primera línea:

Ahora, Musas, permitidnos empezar a cantar sobre los jóvenes...

Los epígonos es también el título de una tragedia griega perdida escrita por Sófocles. Se conocen desde hace mucho unas pocas líneas de esta obra porque fueron citadas en comentarios y diccionarios de antiguos eruditos. En 2005 se descubrió un nuevo fragmento de varias líneas.

## En el arte
Había estatuas de los epígonos en Argos y Delfos.